# Звучни енергетски флукс
Звучни енергетски флукс  је енергија произведена од вибрације објекта, симбол је q. Изржава се као интеграл акустичног притиска p који се множи са брзином честица v над површином  A  и исказује се формулом испод.
{\displaystyle q=\int (p{\vec {v}})\cdot \mathrm {d} {\vec {A}}}
Звучна енергија флукса је просечна стопа протока енергије звука за један период од једног одређеног подручја и обично се назива акустичним интензитетом. 
У средини густине ρ за раван или сферичан талас који има брзину ширења v, звучна енергија флукса кроз одговарајућу површину A одговара сферичном притиску p па одатле следи 
J = (p2A / ρ v) cos θ
где је θ угао између правца простирања звука и површине A.